# Grafelijk Slot van Male

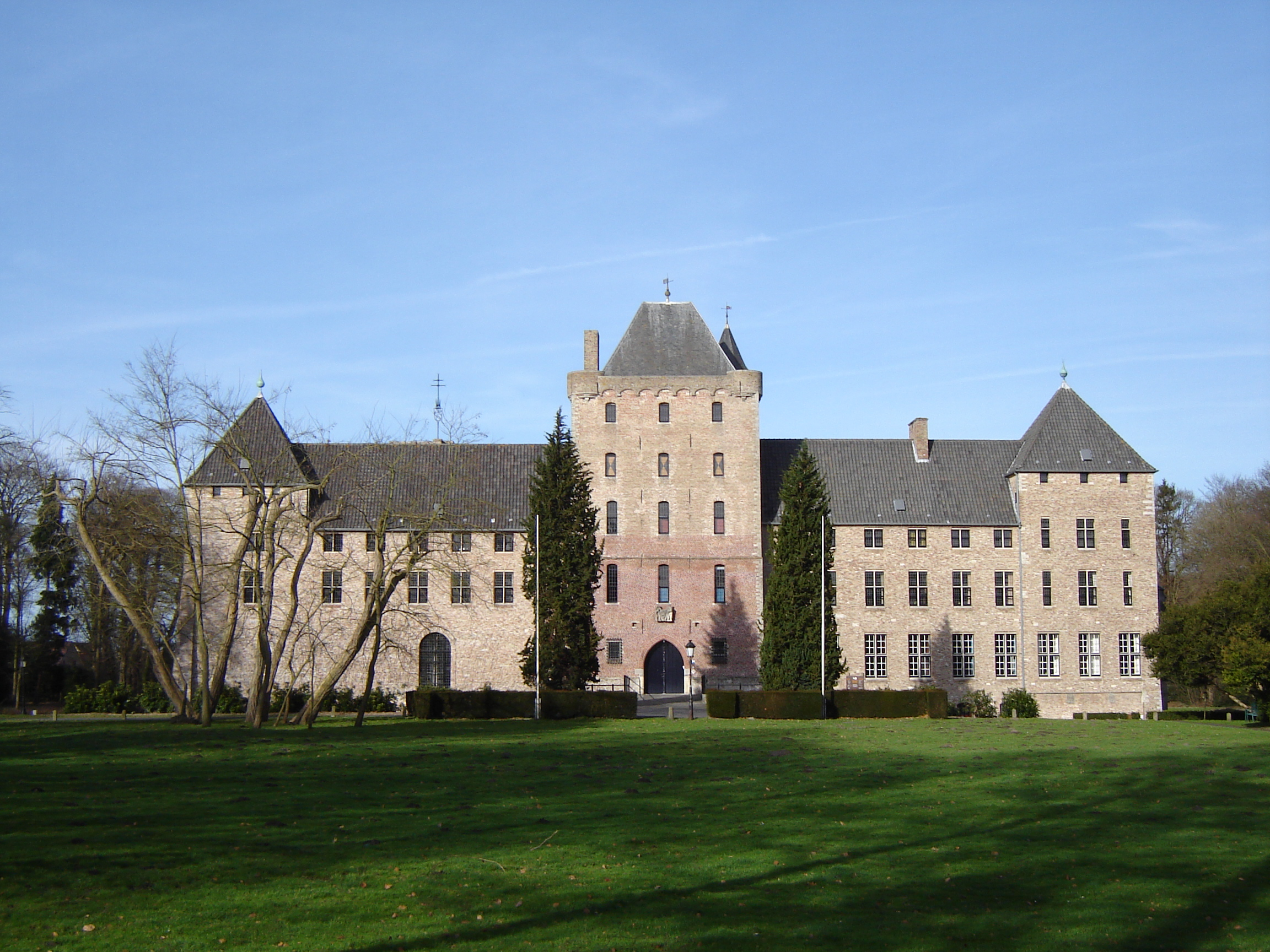
Kasteel van Male

Het Grafelijk Slot van Male was het kasteel van de graven van Vlaanderen en bevindt zich te Male in Sint-Kruis, deelgemeente van de Belgische stad Brugge. In en om het kasteel werd heel wat geschiedenis van Vlaanderen gelegd, waar nog sporen van terug te vinden zijn. De gebouwen, bijna volledig herbouwd na de verwoesting van de Tweede Wereldoorlog, huisvestten van 1954 tot 2013 de Sint-Trudoabdij.

## Geschiedenis
De oorsprong van het kasteel gaat mogelijk terug tot de 9e eeuw, toen een motteburcht heeft bestaan. Dergelijke versterkingen werden door Boudewijn I op diverse strategische punten opgericht rond de streek van Brugge om weerstand te bieden tegen de Noormannen. In de 12e eeuw bouwde Filips van den Elzas een stenen burcht. In 1166 werd het kapel volgens de legende ingewijd door Thomas Becket, de verbannen aartsbisschop van Canterbury. Onder Filips van den Elzas die zich in het kasteel vestigde werd het een centrum van het grafelijk bestuur.
Tijdens oorlogen met Frankrijk werd het kasteel bezet en in 1302 heroverd door de Bruggelingen onder de leiding van Pieter de Coninck en Willem van Gulik.
De belangrijkste persoon waarvan de naam aan dit kasteel verbonden is was Lodewijk van Male, die er in 1329 geboren werd. Het grafelijk domein werd geleidelijk aan weggeschonken aan religieuze instellingen en verkocht aan particulieren, waardoor hoeven ontstonden. Na de Slag op het Beverhoutsveld werd het kasteel in 1382 door de Gentenaars verwoest. De heroprichting werd voltooid in 1397, maar in 1453 plunderden de Gentenaars het kasteel opnieuw. In 1490 volgde opnieuw een plundering door troepen van de graaf van Nassau. De burcht was kwetsbaar gelegen, waardoor de verdediging moeilijk was.

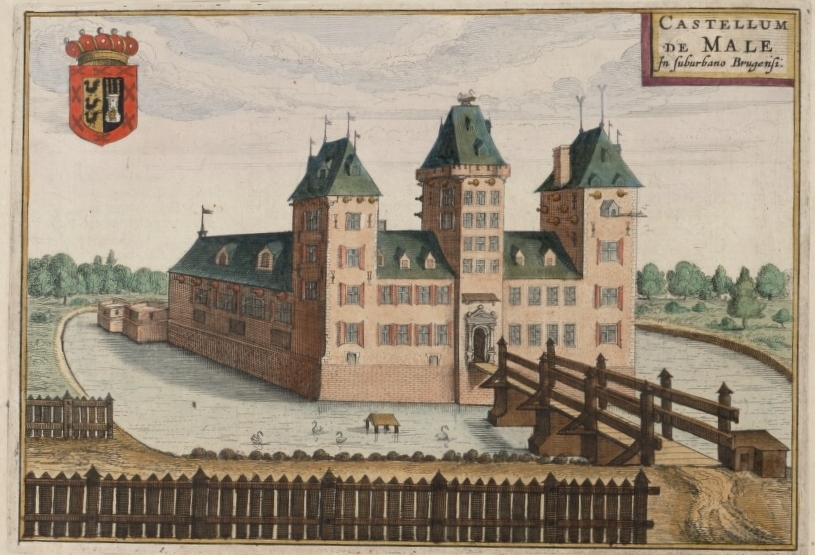
Kasteel van Male in de 1e helft van de 17e eeuw - Afbeelding uit Flandria Illustrata (1641)

Hierop volgde de Bourgondische tijd, waarin het slot zijn belang behield. Maar in 1558 werd het verkocht door Spaanse koning Filips II aan Juan Lopez Gallo, een ridder die in 1560 tot baron van Male werd benoemd. Toen werd het Kasteel van Male de zetel van een 'gewone' heerlijkheid waar adellijke families de bewoners waren. Zo was François III Claesman een der 18e-eeuwse bewoners, en in 1920 werd het kasteel aangekocht door Charles Gillès de Pelichy, die senator was. Na enige tijd liet het onderhoud te wensen over en trad verval in.
Het werd in beide wereldoorlogen bezet door Duitse troepen en werd zwaar beschadigd. Vanaf 1954 vestigde de Sint-Trudoabdij zich in het kasteel, dat tevens werd opgeknapt en uitgebouwd. Van 1954 tot 1965 werd het complex uitgebreid met een nieuwgebouwde ridderzaal, een gastenverblijf en een abdijkerk. Architect was Arthur Degeyter.
In 2011 werd het kasteel verkocht aan Hein Deprez. De kloosterzusters verlieten het gebouw in 2013 en verhuisden naar het gebouw van de Hospitaalzusters van Sint-Jan in Sint-Pieters-Brugge.
De slottoren stamt uit de 16e eeuw en er is een 17e-eeuwse vleugel aan vastgebouwd.

## Malevijver
In 1269 gaf gravin Margaretha II de stad Damme het recht om de Malevijver te gebruiken voor drinkwatervoorziening. Onder een 4200m lange weg werd de pype gelegd die het Maalse water, gelegen ten westen van het slot naar Damme voerde. Tegenwoordig heet die weg de Pijpeweg. Het nabije Kasteel De Vijvers, ook bekend als het hotel Lodewijk van Male, is omgeven door een restant van de vijver.

## Bereikbaarheid
Het slot is te bereiken langs de N9 op de weg van Brugge naar Gent in de wijk Male, ten oosten van de woonkern Sint-Kruis.